# Getiitaley
Getiitaley (ook: Gatiitalay, Gatiitiley, Gediitaley, Getitale) is een dorp in het District Oodweyne, regio Togdheer, in de niet-erkende staat Somaliland (en dus de jure nog steeds gelegen in Somalië). Getiitaley ligt 25,1 km ten noordwesten van de districtshoofdstad Oodweyne. Dorpen in de buurt zijn Galoolley, Gobdheere en Qallocato.